# کریئن
شهر کریئن  در بخش لوسرن در ایالت لوسرن در کشور سوئیس واقع شده‌است که ۲۵٬۱۰۰ نفر جمعیت دارد.